# 伊東玉美
伊東 玉美（いとう たまみ、1961年11月 - ）は、日本の国文学者。白百合女子大学教授。

## 略歴
神奈川県出身。神奈川県立横浜翠嵐高等学校卒業。1984年東京大学文学部国語国文学科卒業。1991年同大学院人文科学研究科博士課程単位取得退学。
1994年「院政期説話集の研究」で博士（文学）（原玉美）。
1997年『院政期説話集の研究』で日本古典文学会賞受賞。
共立女子短期大学助教授、2005年白百合女子大学文学部国語国文学科教授。

## 著書
- 『院政期説話集の研究』（武蔵野書院） 1996
- 『小野小町』（勉誠出版、日本の作家100人 人と文学） 2007
- 『宇治拾遺物語のたのしみ方』（新典社選書） 2010
- 『むかしがたりの楽しみ 宇治拾遺物語を繙く』（NHK出版、文学の世界） 2013

### 校注
- 『古事談抄全釈』（源顕兼、浅見和彦共編、笠間書院） 2010
- 『新注 古事談』（浅見和彦と責任編集、笠間書院） 2010
- 『新版 発心集』上・下（浅見和彦と共訳注、角川ソフィア文庫） 2014 - 現代語訳付
- 『宇治拾遺物語』（角川ソフィア文庫、ビギナーズ・クラシックス 日本の古典） 2017
- 『古事談』上・下（ちくま学芸文庫） 2021 - 改訂版・注解
- 『発心集』（角川ソフィア文庫、ビギナーズ・クラシックス 日本の古典） 2025.8

## 参考
- [ISBN 978-4-7879-6785-5]
- 白百合女子大学[リンク切れ]